# Aleksandra Jegdić
Aleksandra Jegdić (kyrillisk skrift: Александра Јегдић), född 9 oktober 1994 i Belgrad i Serbien, är en  volleybollspelare (libero).
Jegdić började spela volleyboll som nioåring. Hon spelade med olika serbiska elitlag fram tills 2018 då hon gick över till SC Potsdam som hon spelat med sedan dess. Hon spelade med Serbiens landslag vid VM 2022, där de vann guld.